# Airbus A330
Airbus A330 — широкофюзеляжный пассажирский самолёт фирмы Airbus, предназначенный для средних и дальних дистанций, оснащённый двумя турбовентиляторными двигателями. Первый полёт A330 состоялся 1 ноября 1992 года в версии A330-300.
Модели A340-300 и A330-300 одинаковы, кроме числа двигателей (два для A330, четыре для A340) и числа стоек шасси. Все варианты A330 комплектуются двигателями Pratt & Whitney, Rolls-Royce или General Electric. Новейшей моделью является A330-800NEO, которая во многих деталях (например, дальности полёта) является улучшенной версией A330-900.

## Аэродинамическая схема
Airbus A330 — двухмоторный турбореактивный низкоплан со стреловидным крылом и однокилевым оперением.

## История

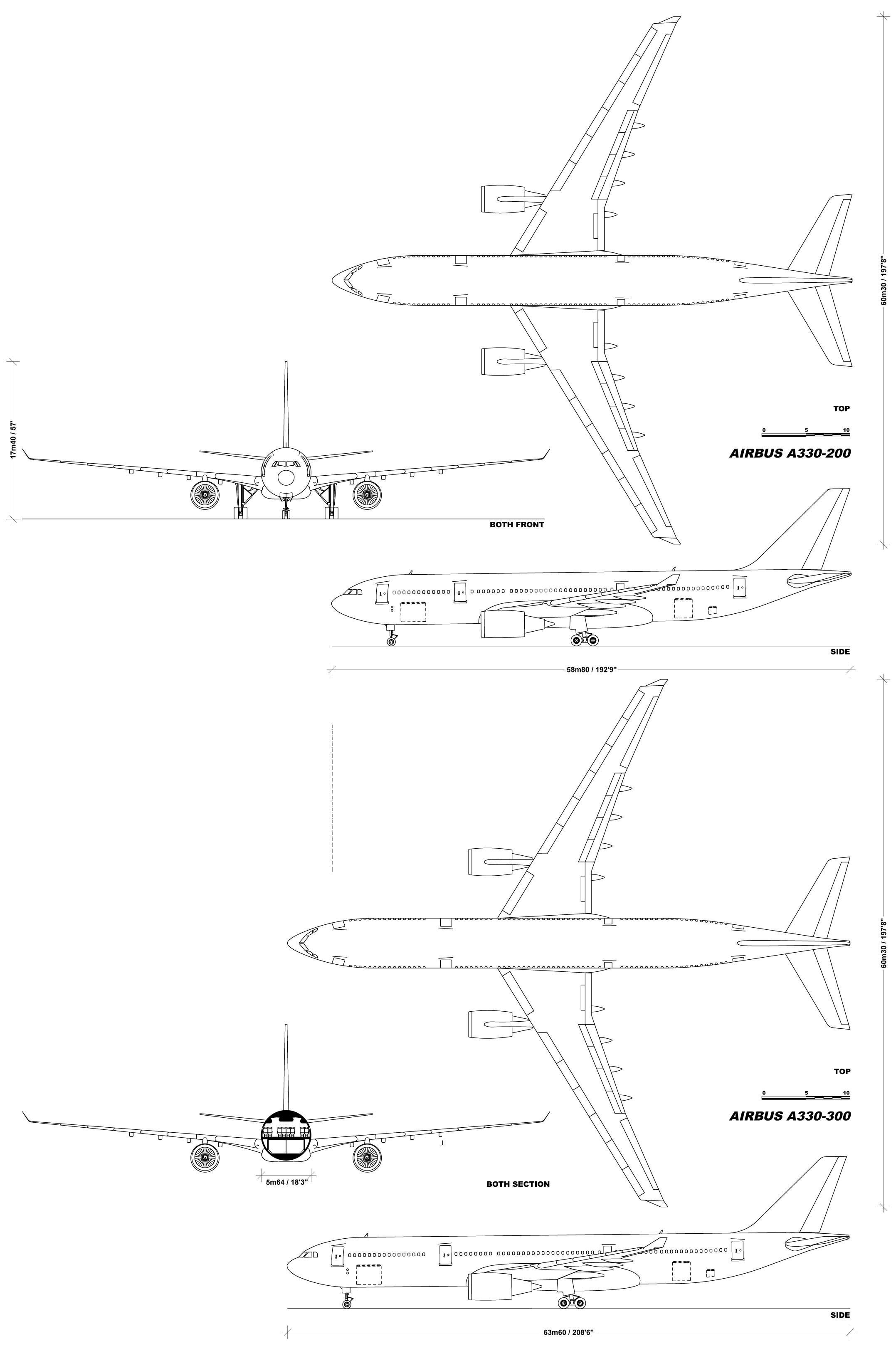
A330 в трёх проекциях

В 1972 г. консорциум приступил к проектированию широкофюзеляжного самолёта А300 В9, представляющего удлинённый вариант А300 В2 на 322 места. В 1973 г. ситуация на мировом рынке выявила потребность в более вместительном самолёте, и консорциум проработал проект А300 В11 с четырьмя ТРДД. В 1980 г. проект получил соответственно обозначения ТА9 ТА — twin aisle — «с двумя проходами»). В сентябре 1982 г консорциум сообщил, что у нового самолёта будет общая конструкция планера. В январе 1986 г проекту ТА9 было присвоено обозначение А330. Хотя официально программа самолёта началась в июне 1987 г.

Программа по разработке самолётов для линий большой протяжённости A330/A340 была начата, чтобы потеснить Boeing с доминирующих позиций на рынке пассажирских самолётов дальнего действия. Первоначально планировавшиеся версии 200 и 300 были практически идентичными: обе модели были с одинаковым крылом, фюзеляжами, управлением; модели различались только количеством мест. Такое решение позволило, с одной стороны, уменьшить расходы на разработку самолёта, а с другой, упростило и уменьшило расходы для авиакомпаний при эксплуатации и техническом обслуживании самолётов. В качестве основы для разработки был взят корпус Airbus A300, который был сделан длиннее. Кабина (кокпит) была сделана похожей на кабину A320. Таким образом, получившийся самолёт был смесью из технических новшеств серии Airbus A320 с фюзеляжем от A300/A310.
Первое представление самолёта состоялось 14 октября 1992 года. Меньше чем через месяц, 2 ноября 1992, A330 в варианте «300» поднялся первый раз в воздух. Третий прототип был сделан уже с внутренней отделкой и покрашен в цвета первого заказчика — Air Inter — и был использован как образец для сдачи лётных испытаний. В августе 1993 года прошли испытания ETOPS, во время которых A330 на протяжении 6 часов летел над северной Атлантикой с одним работающим двигателем. Тестовые полёты были закончены в декабре 1994 года после успешного проведения всех тестов.
Постройка укороченного варианта 200 была принята в ноябре 1995 года. А 13 августа 1997 года этот вариант совершил свой первый полёт. Самолёт был 29 апреля 1998 года передан заказчику — ILFC и его партнёру по лизингу — Canada 3000.
Airbus предполагал разработать на базе A330 самолёт A350 путём замены крыла, двигателей и модернизации носовой части. Однако проект подвергся жёсткой критике со стороны основных заказчиков, и 17 июля 2006 года на авиасалоне в Фарнборо Airbus представил принципиально новый проект A350XWB.
14 июля 2014 года Airbus анонсировал запуск разработки обновлённых вариантов семейства, получивших общее обозначение A330neo.

## Модификации

### Гражданские

#### A330-100
Первая модификация, Airbus A330-100, оказалась неудачной. Она создавалась как замена Airbus A300 и Airbus A310. Эта версия должна была иметь более короткий фюзеляж, чтобы получить равную пассажировместимость. Было запланировано, что фюзеляж A330 будет скомбинирован с крылом от A300-600; позже было использовано крыло от A330, чтобы получить взаимозаменяемость деталей с линейкой A330. Предполагалось, что эта модель станет конкурентом для Boeing 767-300ER и Boeing 767-400ER.

#### A330-200

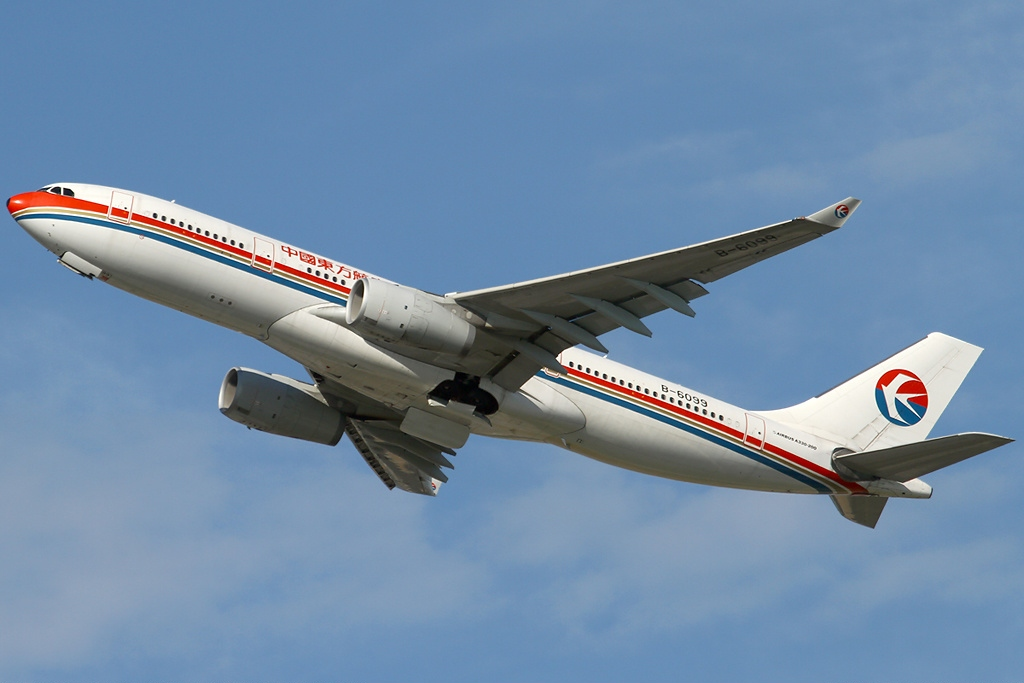
A330—200 China Eastern Airlines

Модель A330-200 была разработана, чтобы заменить Airbus A300-600R и создать реальную конкуренцию Boeing 767-300ER. Программа создания A330-200 официально стартовала в ноябре 1995 года, первый заказ из 13 самолётов сделала лизинговая компания ILFC в феврале 1996 года. Первый полёт состоялся 13 августа 1997 года, сертификат типа был получен в апреле 1998 года.
A330-200 построен на базе A330-300, имеет такое же крыло и фюзеляж, укороченный на десять секций (приблизительно на шесть метров). A330-200 может перевозить до 253 пассажиров в трёхклассной компоновке. Для компенсации меньшего момента рыскания по сравнению с более длинным А330-300 был увеличен киль.
A330-200 эксплуатируется авиакомпаниями Air China, Air Greenland, Air France/KLM, Austrian Airlines, China Eastern, China Southern, Etihad, Korean Air, Malaysia Airlines, Northwest Airlines, Qantas, Swiss International Air Lines, TAP Portugal, Vietnam Airlines, Yemenia, Belavia и многими другими.
Модификация составила значительную конкуренцию Boeing 767, что позволило Airbus заявить, что новый Boeing 787 является ответом на эту модель.

#### A330-200F
Снижение спроса на A300-600F и A310F заставило Airbus предложить в 2000—2001 годах грузовую версию A330-200. Однако её продажи в этот период начаты не были. A330-200F вновь появился лишь на авиасалоне в Фарнборо в 2006 году, а окончательное решение о запуске в производство было принято в январе 2007 года. Первый A330-200F был изготовлен в Тулузе 20 октября 2009 г. Первый полёт состоялся 5 ноября 2009 г.
A330-200F является среднеразмерным дальнемагистральным грузовым самолётом, способным перевозить груз массой 65 тонн на расстояние 7400 км или 70 тонн груза на расстояние до 5950 км. В самолёте применена новая универсальная система погрузки на верхнюю палубу, позволяющая размещать как поддоны, так и контейнеры. Возможны несколько вариантов компоновки груза на верхней палубе, рассчитанных на различные рынки и грузопотоки.
Для компенсации наземного положения A330 с уклоном на нос передняя опора шасси была переработана. Используется стандартная стойка A330-200, однако верхняя точка её крепления смещена вниз, что потребовало установки в нижней передней части фюзеляжа блистера, прикрывающего стойку в убранном положении. Такое решение позволило получить ровную поверхность верхней палубы. Силовая установка состоит из двух двигателей Pratt & Whitney PW4000 либо Rolls-Royce Trent 700. General Electric не планирует предлагать двигатели для модификации A330-200F.
Помимо новых самолётов, Airbus предложил программу конвертации пассажирских A330-200 в грузовые.
По состоянию на 31 мая 2010 года Airbus получил 64 твёрдых заказа от девяти заказчиков: Aircastle (3), BOC Aviation (5), Etihad Airways (2), Flyington Freighters (12), Intrepid Aviation Group (20), MatlinPatterson (6), Malaysia Airlines (2), MNG Airlines (4), OH, Avion LLC (8) и Turkish Airlines (2). Кроме того, ACT Airlines подписала договор о намерениях на поставку двух самолётов. Первый выпущенный грузовой A330 был поставлен компании Etihad Crystal Cargo в августе 2010 года.
Основными конкурентами нового самолёта являются 767-300F и 777F, L-1011 Tristar (конверсионная модификация), а также DC-10F и MD-11F.

#### A330-200HGW
В 2008 году Airbus предложил версию A330-200 с увеличенной максимальной взлётной массой, позволяющую модели более эффективно конкурировать с Boeing 787 Dreamliner. Модификация A330-200HGW получила увеличенную на 5 тонн МВМ, которой авиакомпании могли распорядиться либо для увеличения дальности на 560 км, либо для увеличения полезной нагрузки на 3,4 т. Головным заказчиком модификации стала авиакомпания Korean Air, заказавшая 27 февраля 2009 года шесть A330-200HGW. Поставки самолётов начались в 2010 году.

#### A330-300

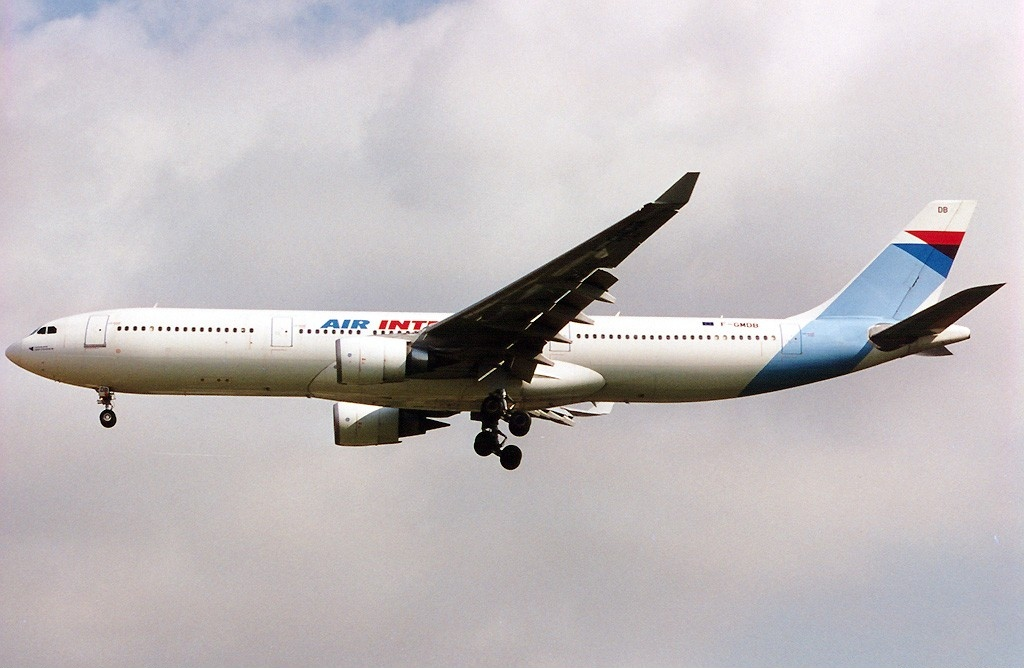
A330—301 Air Inter

A330-300 разрабатывался как альтернатива и замена A300. Его фюзеляж базируется на A300, но был заметно удлинён.
Вариант 300 позволяет перевозить 295 пассажиров в трёх классах, 335 при двух классах и до 440, если самолёт имеет только один класс, на расстояние до 10 800 км. Кроме этого, машина может взять на борт много груза — объём грузового отсека A330 сравним с Boeing 747. Некоторые авиакомпании используют эти свойства для транспортировки грузов в ночное время.
В самолёте используется два двигателя General Electric CF6-80E, Pratt & Whitney PW4000 или Rolls-Royce Trent 700. Все двигатели сертифицированы по ETOPS-180. Первая поставка состоялась в 1993 году.
Также Airbus предлагает улучшенный (в том числе с точки зрения дальности полёта) вариант A330-300 под обозначением A330-300X.
Прямыми конкурентами A330-300 являются Boeing 777-200ER и Boeing 787-9.

#### A330 P2F
В 2012 году Airbus объявил о запуске совместно с сингапурской компанией ST Aerospace программы конверсии пассажирских лайнеров в грузовые. Модификации будут иметь дополнительный индекс P2F — passenger-to-freighter, «пассажирский в грузовой». Первым станет A330-300, а через год планируется запуск версии −200. Работы по конверсии лайнеров будут проводиться в Дрездене. Авиакомпания Qatar Airways уже проявила интерес к проекту. Начало программы запланировано на 2016 год.
A330-300P2F будет иметь грузоподъёмность 60 и дальность 4000 км либо 61 тонну и 6600 км, соответственно, для вариантов с увеличенной МВМ. Модификация A330-200P2F сможет перевозить до 59 тонн груза на расстояние до 7400 км. Airbus рассчитывает получить до 900 заказов на конвертированные самолёты в течение ближайших 20 лет.

### Airbus A330neo

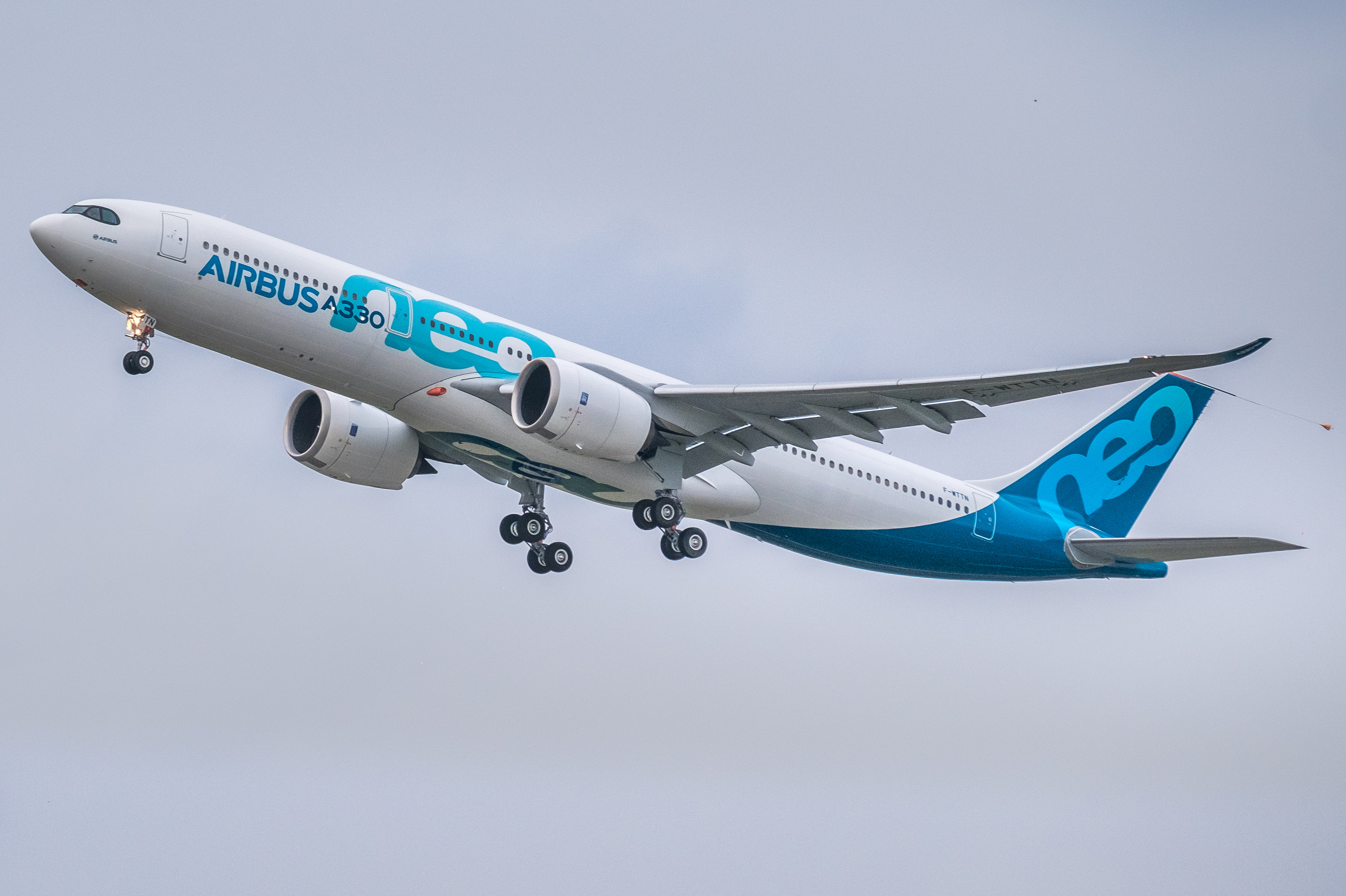
A330neo (первый полёт 19 октября 2017 года)

Семейство самолётов Airbus A330neo является продолжением линейки Airbus A330 в рамках новой технологии Neo (New Engine Option), подразумевающей обновление двигателей и внедрение максимальной экономии для эффективной эксплуатации самолётов в авиакомпаниях.

#### Airbus A330-800neo
Модификация A330-800neo призвана заменить Airbus A330-200. Согласно официальной концепции Airbus, A330-800neo получит новые двигатели Rolls-Royce Trent 7000 с тягой 320 kN (72,000 lbf), более вместительный салон (+8 мест), усовершенствованные аэродинамические характеристики, а также фирменные законцовки крыла как у модели A350. Самолёт сможет перевозить от 257 до 406 пассажиров на расстояние до 13 900 км. Введение лайнера в эксплуатацию запланировано на 2018 год.

#### Airbus A330-900neo
Модель A330-900neo создан на замену Airbus A330-300. Лайнер получил новые двигатели Rolls-Royce Trent 7000 с тягой 320 kN (72,000 lbf), более вместительный салон (+10 дополнительных мест), усовершенствованные аэродинамические характеристики, а также фирменные законцовки крыла как у модели A350. Согласно прогнозу от Airbus, новая модификация будет экономичней, чем A330-300, а расход топлива — ниже на 14 %, что позволит авиакомпаниям существенно сэкономить на эксплуатации лайнера. Airbus A330-900neo сможет взять на борт от 287 до 440 пассажиров и перевезти их на расстояние до 12 130 км.

### Военные

#### A330-200 MRTT/FSTA и KC-30

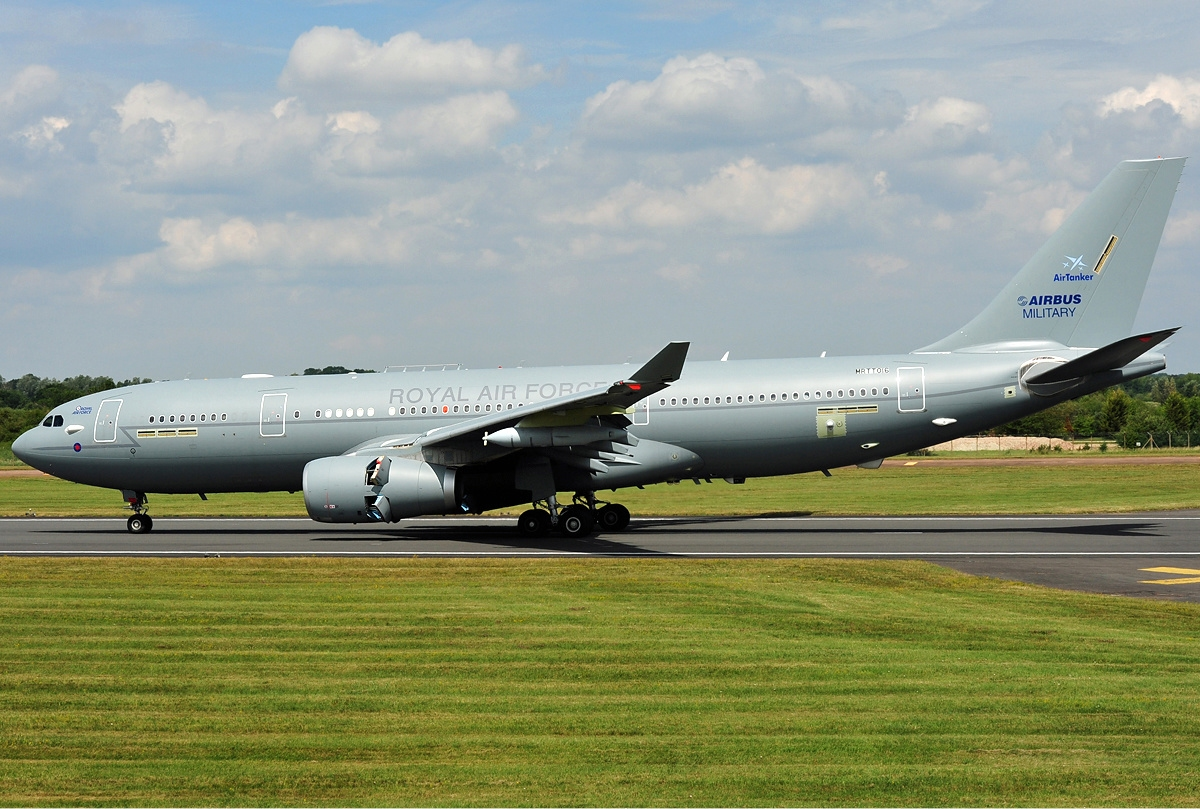
Airbus A330MRTT Королевских ВВС Великобритании

Airbus подготовил две военные модификации A330 — MRTT (Multi Role Tanker Transporter — «многоцелевой транспортный самолёт-заправщик») и FSTA (Future Strategic Tanker Aircraft — «самолёт-заправщик будущего»). Для участия в конкурсе ВВС США эта модель была обозначена как KC-30.
Поскольку Airbus A330 имеет такое же крыло, как и Airbus A340, эту модель было проще переоборудовать в заправщик. В местах крепления крайних двигателей установили заправочные точки для дозаправки самолётов в воздухе, позволяющие производить заправку до двух самолётов одновременно. Во время дозаправки отдаётся топливо из штатных или дополнительных, установленных в багажном отделении баков, поэтому самолёт сохранил возможность перевозить пассажиров и грузы.
Эти свойства позволили Airbus победить своего конкурента Boeing на конкурсе английских Военно-воздушных сил. После этого австралийские ВВС заказали 5, а английские — 16 таких машин.
Фирма EADS борется за большой заказ для ВВС США. Речь идёт о заказе до 100 таких заправщиков; EADS предлагает вариант A330-200 с кодовым обозначением KC-30.
Без дополнительных баков A330-200 MRTT берёт на борт 111 тонн керосина, что, к примеру, в два раза больше, чем использующийся в английских ВВС Vickers VC10.

#### Airbus A330 MRTT
Airbus A330 MRTT (Multi Role Tanker Transport — Многоцелевой транспортный самолёт-заправщик) разрабатывается совместно с компанией Northrop для ВВС США для замены самолёта-заправщика KC-135. После принятия на вооружение модель должна получить наименование EADS/Northrop Grumman KC-45. Заправочные автоматы установлены в крыле на существующих местах для крепления второй пары двигателей на модели A340. Предполагается, что самолёт будет использоваться как транспортный или заправочный, в зависимости от боевой задачи. Совокупная стоимость контракта оценивается в 40 млрд $. Всего ВВС США намерены закупить 179 танкеров KC-45.
В настоящее время тендер приостановлен в связи со скандалом, связанным с получением ответственным лицом в Комиссии по военным ассигнованиям взятки от компании Boeing, которая участвует в тендере со своей моделью 777.

## В России
В России самолёты А330-300 эксплуатируются авиакомпанией «Аэрофлот» (15 самолётов вместимостью от 296 до 301 места) на рейсах из Москвы в Красноярск, в города Дальнего Востока, Средней Азии, Японии, Таиланда, Турции, США, Китая, Кубы, Армении и другие города России; также самолёты А330-300 эксплуатируются российскими авиакомпаниями I fly (6 самолётов) и Nordwind Airlines (5 самолётов).

## Лётно-технические характеристики
|                                                                    | A330-200 | A330-200F | A330-300 |          |
| ------------------------------------------------------------------ | --- | --- | --- | -------- |
| Экипаж                                                             | Двое | Двое | Двое |          |
| Пассажировместимость, типовая                                      | 253 (3 класса) 293 (2 класса) 375: (по выбору) 406                                                                | | 295 (3 класса) 335 (2 класса) 375: (по выбору) 440                                                                |          |
| Длина                                                              | 58,82 м | 58,82 м | 63,69 м |          |
| Размах крыла                                                       | 60,3 м | 60,3 м | 60,3 м |          |
| Площадь крыла                                                      | 361,6 м² | 361,6 м² | 361,6 м² |          |
| Удлинение крыла                                                    | 10,06 | 10,06 | 10,06 | 10,06    |
| Угол стреловидности                                                | 30° | 30° | 30° |          |
| Высота киля                                                        | 17,39 м | 16,90 м | 16,83 м |          |
| Ширина салона                                                      | 5,28 м | 5,28 м | 5,28 м |          |
| Ширина кресел                                                      | 18 ″ (457 мм) при восьмирядном стандартном экономе или 16,5 ″ (419 мм) при девятирядном экономе высокой плотности | 18 ″ (457 мм) при восьмирядном стандартном экономе или 16,5 ″ (419 мм) при девятирядном экономе высокой плотности | 18 ″ (457 мм) при восьмирядном стандартном экономе или 16,5 ″ (419 мм) при девятирядном экономе высокой плотности |          |
| Ширина фюзеляжа                                                    | 5,64 м | 5,64 м | 5,64 м |          |
| Грузовой объём                                                     | 136 м³ | 475 м³ 70 т / до 12 сопровождающих                                                                                | 162,8 м³ |          |
| Максимальная взлётная масса (МВМ)                                  | 242 000 кг | 233 000 кг | 242 000 кг |          |
| Максимальная посадочная масса                                      | 182 000 кг | 187 000 кг | 187 000 кг |          |
| Функциональная собственная масса (typical)                         | 119 600 кг | 109 000 кг | 124 500 кг |          |
| Крейсерская скорость                                               | 0,82 М (871 км/ч на 11 000 м высоты полёта)                                                                       | 0,82 М (871 км/ч на 11 000 м высоты полёта)                                                                       | 0,82 М (871 км/ч на 11 000 м высоты полёта)                                                                       |          |
| Максимальная крейсерская скорость                                  | 0,86 М (913 км/ч на 11 000 м высоты полёта)                                                                       | 0,86 М (913 км/ч на 11 000 м высоты полёта)                                                                       | 0,86 М (913 км/ч на 11 000 м высоты полёта)                                                                       |          |
| Максимальная дальность при полной загрузке                         | 13 400 км | 7400 км 65 т 5950 км 70 т                                                                                         | 11 300 км |          |
| Разбег при МВМ (уровень моря, МСА, Rolls Royce Trent 772B engines) | 2770 м | 2580 м | 2770 м |          |
| Максимальная топливная заправка                                    | 139 090 л | 139 090 л | 139 090 л |          |
| Высота полёта                                                      | 12 527 м | 12 527 м | 12 527 м | 12 527 м |
| Максимальная высота                                                | 13 000 м | 13 000 м | 13 000 м | 13 000 м |
| Двигатели (×2) (см. ниже)                                          | General Electric CF6-80E1 Pratt & Whitney PW4000 Rolls-Royce Trent 700                                            | Pratt & Whitney PW4000 Rolls-Royce Trent 700                                                                      | General Electric CF6-80E1 Pratt & Whitney PW4000 Rolls-Royce Trent 700                                            |          |
| Тяга (×2)                                                          | PW: 70 000 lbf (311 kN) RR: 71 100 lbf (316 kN) GE: 72 000 lbf (320 kN)                                           | PW: 70 000 lbf (311 kN) RR: 71 100 lbf (316 kN)                                                                   | PW: 70 000 lbf (311 kN) RR: 71 100 lbf (316 kN) GE: 72 000 lbf (320 kN)                                           |          |

Источники: Airbus, Pratt & Whitney, EASA, FAA, The International Directory of Civil Aircraft.

### Обозначение вариантов самолёта
Источники: EASA Type Certificate Data Sheet EASA.A.004
| Вариант   | Дата сертификации | Двигатель                             |
| --------- | ----------------- | ------------------------------------- |
| A330-201  | 31 октября 2002   | General Electric CF6-80E1A2           |
| A330-202  | 31 марта 1998     | General Electric CF6-80E1A4           |
| A330-203  | 20 ноября 2001    | General Electric CF6-80E1A3           |
| A330-223  | 13 июля 1998      | Pratt & Whitney PW4168A/4170          |
| A330-223F | 9 апреля 2010     | Pratt & Whitney PW4170 (Freighter)    |
| A330-243  | 11 января 1999    | Rolls-Royce Trent 772B-60/772C-60     |
| A330-243F | 9 апреля 2010     | Rolls-Royce Trent 772B-60 (Freighter) |
| A330-301  | 21 октября 1993   | General Electric CF6-80E1A2           |
| A330-302  | 17 мая 2004       | General Electric CF6-80E1A4           |
| A330-303  | 17 мая 2004       | General Electric CF6-80E1A3           |
| A330-321  | 2 июня 1994       | Pratt & Whitney PW4164                |
| A330-322  | 2 июня 1994       | Pratt & Whitney PW4168                |
| A330-323  | 22 апреля 1999    | Pratt & Whitney PW4168A/4170          |
| A330-341  | 22 декабря 1994   | Rolls-Royce Trent 768-60              |
| A330-342  | 22 декабря 1994   | Rolls-Royce Trent 772-60              |
| A330-343  | 13 сентября 1999  | Rolls-Royce Trent 772B-60/772C-60     |

## Аварии и катастрофы
По состоянию на 31 октября 2020 года в общей сложности в результате катастроф и серьёзных аварий были потеряны 13 самолётов Airbus 330. Airbus 330 пытались угнать два раза, при этом погиб один человек. Всего в этих происшествиях погибли 339 человек.
| Дата       | Бортовой номер | Место происшествия  | Жертвы  | Краткое описание |
| ---------- | -------------- | ------------------- | ------- | --- |
| 30.06.1994 | F-WWKH         | Тулуза              | 7/7     | Тестовый полёт. Ошибки экипажа во время симуляции отказа двигателей. Первое авиационное происшествие с А330.                |
| 15.03.2000 | 9M-MKB         | Куала-Лумпур        | 0/266   | Химическая коррозия фюзеляжа при нелегальной перевозке опасного груза. Списан.                                              |
| 25.05.2000 | F-OHZN         | Антиполо            | 1/291   | Попытка угона. Получив выкуп, угонщик выпрыгнул из самолёта и погиб.                                                        |
| 13.10.2000 | н. д.          | Малага              | 0/158   | Попытка угона. |
| 04.12.2000 | н. д.          | Бужумбура           | 0/170   | Во время посадки попал под обстрел повстанцев.                                                                              |
| 24.07.2001 | 4R-ALE         | Коломбо             | 0/0     | Уничтожен в результате атаки «Тамильских тигров» на аэропорт.                                                               |
| 24.08.2001 | C-GITS         | Терсейра            | 0/306   | Совершил самое длинное планирование среди реактивных самолётов из-за утечки авиатоплива.                                    |
| 04.10.2007 | D-AERK         | Дюссельдорф         | 0/125   | Во время взлёта разрушился двигатель и произошла утечка авиатоплива.                                                        |
| 07.10.2008 | VH-QPA         | Индийский океан     | 0/315   | Во время планового полёта совершил два самопроизвольных пикирования из-за технической неисправности.                        |
| 01.06.2009 | F-GZCP         | Атлантический океан | 228/228 | Свалился с эшелона из-за ошибочных действий экипажа при неверных показаниях обледеневших датчиков скорости.                 |
| 25.12.2009 | N820NW         | Детройт             | 0/290   | Попытка взрыва. Угонщик взорвал бомбу и получил ранения, самолёт совершил аварийную посадку.                                |
| 13.04.2010 | B-HLL          | Гонконг             | 0/322   | Отказ обоих двигателей из-за загрязнения авиатоплива.                                                                       |
| 12.05.2010 | 5A-ONG         | Триполи             | 103/104 | Разбился при заходе на посадку в густом тумане из-за ошибок экипажа.                                                        |
| 13.04.2011 | F-GZCB         | Каракас             | 0/215   | Жёсткая посадка в суровых погодных условиях.                                                                                |
| 08.09.2013 | HS-TEF         | Бангкок             | 0/302   | Выкатился за пределы ВПП из-за поломки стойки шасси.                                                                        |
| 07.10.2013 | RP-C3336       | Манила              | 0/214   | Загорелся вскоре после высадки пассажиров.                                                                                  |
| 15.07.2014 | 5A-LAS         | Триполи             | 0/0     | Уничтожен реактивным снарядом во время боёв в аэропорту.                                                                    |
| 20.07.2014 | 5A-ONF         | Триполи             | 0/0     | Сгорел во время боёв в аэропорту.                                                                                           |
| 04.03.2015 | TC-JOC         | Катманду            | 0/235   | Сложилась передняя стойка шасси. Выкатился за пределы ВПП.                                                                  |
| 18.04.2018 | N806NW         | Атланта             | 0/288   | Вскоре после взлёта загорелся двигатель № 2.                                                                                |
| 21.05.2018 | TC-OCH         | Джидда              | 0/н. д. | После приземления передняя стойка шасси сложилась.                                                                          |
| 27.08.2019 | B-5958         | Пекин               | 0/161   | Во время стоянки вспыхнул пожар в грузовом отсеке. Пассажиры, которые уже были на борту, были эвакуированы, самолёт списан. |
| 23.10.2022 | HL7525         | Себу                | 0/173   | После посадки выкатился со взлётной полосы и разрушился.                                                                    |
| 15.04.2023 | HZ-AQ30        | Хартум              | 0/0     | Уничтожен в аэропорту Хартума.                                                                                              |

### Комментарии
1. ↑  В самолёте 375 мест, если на нем установлены 3 двери "типа А" и 1 дверь "типа 1". Если на самолёте установлены 4 двери "типа А", то количество мест — 406.
2. ↑  В самолёте 375 мест, если на нем установлены 3 двери "типа А" и 1 дверь "типа 1". Если на самолёте установлены 4 двери "типа А", то количество мест — 440.